# Treat Williams
Treat Williams, właśc. Richard Treat Williams (ur. 1 grudnia 1951 w Stamford, zm. 12 czerwca 2023 w Albany) – amerykański aktor i reżyser.

## Życiorys

### Wczesne lata
Urodził się w Stamford w Connecticut jako syn Marion (z domu Andrew) Williams, sprzedawczyni antyków, i Richarda Normana Williamsa, chemika w przedsiębiorstwie Merck & Co. Kiedy miał trzy lata wraz z rodziną przeniósł się do Rowayton w Connecticut. Jego praprapradziadkiem ze strony matki był William Henry Barnum, amerykański senator z Connecticut i trzecim kuzynem P.T. Barnuma. Williams był dalekim krewnym zarówno Roberta Treata Paine’a - sygnatariusza Deklaracji Niepodległości – jak i Herberta Hoovera, 31. prezydenta Stanów Zjednoczonych. Jego rodzina miała korzenie angielskie, holenderskie, irlandzkie, szkockie, walijskie i niemieckie.
Williams grał w piłkę nożną w liceum i na studiach. Uczęszczał do szkoły w Kent w Connecticut, gdzie uczęszczali także: Seth MacFarlane, Sebastian Siegel, Ted Danson i Peter Farrelly. W 1973 ukończył Franklin & Marshall College w Lancaster. Jako nastolatek występował w szkolnych i lokalnych przedstawieniach teatralnych, a o karierze aktorskiej zaczął poważnie myśleć już na pierwszym roku studiów.

### Kariera
Karierę aktorską rozpoczął od występów na Broadwayu w komedii muzycznej Grease (1973) jako dubler Johna Travolty w roli Danny’ego Zuko. Rok później zagrał w musicalu Over Here (1974) z udziałem The Andrews Sisters i ponownie Travolty. Występował też w produkcjach off-broadwayowskich.
Na kinowym ekranie po raz pierwszy został obsadzony w roli detektywa w komedii Richarda Lestera Elegant (The Ritz, 1976) u boku F. Murraya Abrahama. W tym samym roku zagrał także w dreszczowcu Johna Schlesingera Maratończyk (Marathon Man, 1976) z Dustinem Hoffmanem, Laurence’em Olivierem i Royem Scheiderem, dramacie kryminalnym Śmiertelny bohater (Deadly Hero, 1976) u boku Jamesa Earla Jonesa oraz dramacie wojennym Orzeł wylądował (The Eagle Has Landed, 1976) z Michaelem Caine’em, Donaldem Sutherlandem i Robertem Duvallem.
Sukcesem okazała się nominowana do nagrody Złotego Globu brawurowo zagrana kreacja Bergera, przywódcy hippisów w filmowej wersji słynnego musicalu Milosa Formana Hair (1979). W komedii wojennej Stevena Spielberga 1941 (1979) wystąpił w roli kaprala Chucka „Stretcha” Sitarskiego. Rola Cletusa Haywortha, nałogowego kłamcy, zatrudnionego jako pracownik socjalny w komediodramacie Larry’ego Peerce’a Dlaczego miałbym kłamać? (Why Would I Lie?, 1980) uczyła go romantycznym amantem. W dreszczowcu Rogera Spottiswoode’a W pogoni za D.B. Cooperem (The Pursuit of D. B. Cooper, 1981) zagrał porywacza D.B. Coopera. Kolejne dwie nominacje do Złotego Globu zdobył za rolę policjanta Daniela Ciello ulegającego korupcji w dramacie Sidneya Lumeta Książę wielkiego miasta (Prince of the City, 1981) i postać Stanleya Kowalskiego w telewizyjnej adaptacji sztuki Tennessee Williamsa ABC Tramwaj zwany pożądaniem (A Streetcar Named Desire, 1984). W dramacie kryminalnym Sergio Leone Dawno temu w Ameryce (Once Upon a Time in America, 1984) zagrał postać Jamesa Conwaya O’Donnella.
W 1994 zadebiutował jako reżyser filmu krótkometrażowego Teksan (Texan) z udziałem Williama H. Macy. Rola Michaela Ovitza w telefilmie HBO Nocna zmiana (The Late Shift, 1996) przyniosła mu nominację do nagrody Emmy.

## Życie prywatne
Spotykał się z Daną Delany (1984). 25 czerwca 1988 ożenił się z tancerką i aktorką Pam Van Sant. Mają syna Gila (ur. 1992) i córkę Elinor (ur. w październiku 1998).
W latach 80. Williams otwarcie mówił o swoich zmaganiach z uzależnieniem od narkotyków, które jego zdaniem utrudniały jego karierę w czasie, gdy nazywano go „wschodzącym Pacino lub De Niro”.

### Śmierć
12 czerwca 2023 w wieku 71 lat zginął w wypadku motocyklowym na Vermont Route 30 w Dorset w Vermont. Zderzył się z samochodem osobowym Honda Element, którego kierowca zjechał na przeciwległy pas. Choć Williams został bardzo szybko przewieziony helikopterem do szpitala w Albany w stanie Nowy Jork, nie udało się go uratować.

## Filmy fabularne
- 1975: Śmiertelny bohater (Deadly Hero) jako Billings
- 1976: Orzeł wylądował (The Eagle Has Landed) jako kapitan Clark
- 1976: Elegant (The Ritz) jako Michael Brick
- 1976: Maratończyk (Marathon Man) jako jogger w Central Park
- 1979: 1941 jako kapral Chuck 'Stretch' Sitarski
- 1979: Hair jako George Berger
- 1980: Gwiezdne wojny: część V – Imperium kontratakuje jako Rebeliant[19]
- 1981: Książę wielkiego miasta (Prince of the City) jako Daniel Ciello
- 1983: Dempsey (TV) jako Jack Dempsey
- 1984: Tramwaj zwany pożądaniem[20] jako Stanley Kowalski
- 1984: Dawno temu w Ameryce[21] jako James Conway O’Donnell
- 1984: Punkt zapłonu (Flashpoint) jako  Ernie Wyatt
- 1987: Słodkie kłamstwa (Sweet Lies) jako Peter
- 1989: Zderzeni z życiem (Heart of Dixie) jako Hoyt Cunningham
- 1995: Rzeczy, które robisz w Denver, będąc martwym jako Rąbnięty Bill
- 1996: Nieugięci jako pułkownik Nathan Fitzgerald
- 1996: Fantom jako Xander Drax
- 1996: Nocna zmiana (The Late Shift, TV) jako Michael Ovitz
- 1997: Zdrada jako Billy Burke
- 1998: Śmiertelny rejs jako John Finnegan
- 1999: Głębia oceanu (The Deep End of the Ocean) jako Pat Cappadora
- 1999: Podróż do wnętrza Ziemi jako Theodore Lytton
- 2001: Belfer: Przegrana nie wchodzi w grę jako Karl Thomasson
- 2002: Koniec z Hollywood (Hollywood Ending) jako Hal Jaeger
- 2005: Miss Agent 2: Uzbrojona i urocza jako Collins
- 2008: Klasa pana Tourette’a (Front of the Class) jako Norman Cohen
- 2008: Co się zdarzyło w Las Vegas jako Jack Fuller Sr.
- 2010: Skowyt jako Mark Schorer
- 2010: 127 godzin (127 Hours) jako ojciec Ralstona
- 2013: Era dinozaurów (Age of Dinosaurs) jako Gabe Jacobs
- 2014: Barefoot jako pan Wheeler

## Seriale
- 1990: Wojny narkotykowe – Camarena[22] jako Ray Carson
- 1991: Eddie Dodd jako Eddie Dodd
- 1992: Opowieści z krypty jako Howard Prince
- 1993: Droga do Avonlea (Road to Avonlea) jako Zak Morgan
- 2002−2006: Everwood jako dr Andrew Andy Brown
- 2006: Bracia i siostry jako David Morton
- 2011: Prawo i bezprawie jako Jake Stanton
- 2012: Białe kołnierzyki (White Collar) jako Sam Phelps
- 2013: Hawaii Five-0 jako Mick Logan
- 2013: Białe kołnierzyki (White Collar) jako James Bennett
- 2013–2015: Chicago Fire jako Benny Severide
- 2014: CSI: Kryminalne zagadki Las Vegas jako Sam Bishop
- 2015: American Odyssey jako pułkownik Stephen Glen
- 2016: Zaprzysiężeni (Blue Bloods) jako Lenny Ross
- 2016: Chesapeake Shores jako Mick O'Brien